# Bellamya liberiana
Bellamya liberiana é uma espécie de gastrópode  da família Viviparidae.
É endémica de Libéria.